# Neuve-Église
Neuve-Église (németül: Neukirch), település Franciaországban, Bas-Rhin megyében. Lakosainak száma 617 fő (2022. január 1.). Neuve-Église Breitenau, Dieffenbach-au-Val, Neubois, Saint-Maurice, Triembach-au-Val és Villé községekkel határos.

## Népesség
A település népességének változása:
| Lakosok száma | 623  | 634  | 641  | 629  | 626  | 623  | 619  | 622  | 617  |
|               | 2013 | 2015 | 2016 | 2017 | 2018 | 2019 | 2020 | 2021 | 2022 |